# 護浄院
護浄院（ごじょういん）は、京都市上京区荒神町にある天台宗の寺院。本尊は清三宝大荒神。通称は清荒神（きよしこうじん）。観音堂（本尊・准胝観音）は洛陽三十三所観音霊場第3番札所。

## 歴史
寺伝によれば、宝亀3年（772年）に光仁天皇の子の開成皇子が摂津国勝尾山で修行中に荒神が出現し、開成は自らその荒神を模刻するとその場に三宝荒神尊として堂宇を建て、祀ったのが始まりである。
明徳元年（1390年）に後小松天皇の命で乗厳律師が京都の高辻堀川の東に遷座する。慶長5年（1600年）に後陽成天皇の命で現在地に遷座し、常施無畏寺（通称は常施寺）の名を賜っている。元禄7年（1694年）、御所の浄域を護るということから東山天皇から護浄院の名を賜る。
天明8年（1778年）正月の天明の大火で焼失するが寛政年間（1789年 - 1801年）に再建する。
明治時代に入ると御所内や公家の邸宅で祀られていた仏像が多数ここに移された。
京の七口の一つ荒神口の名称は当寺からきている。

## 境内
- 荒神堂 - 寛政年間（1789年 - 1801年）再建。
- 西門
- 観音堂 - 諸尊堂。洛陽三十三所観音霊場第3番札所。
- 地蔵堂
- 光格天皇胞衣塚
- 庫裏
- 山門

## 前後の札所
洛陽三十三所観音霊場
2 誓願寺　-　3 護浄院　-　4 革堂行願寺
京都七福神（恵比寿）
京の七福神（福禄寿）
通称寺の会（清荒神）

## 年中行事
- 2月　節分会
- 5月　大般若転読法会
- 11月　採燈大護摩供
- 毎月28日　荒神護摩供

## 交通アクセス
- 京都市バス・京都バス 府立医大病院前バス停 徒歩3分
- 京阪鴨東線出町柳駅・神宮丸太町駅 徒歩10分

## 周辺
- 京都御所
- 廬山寺
- 梨木神社
- 京都府立文化芸術会館
- 京都府立医科大学河原町キャンパス